# آندرئاس پاپاندرئو
آندرئاس پاپاندرئو (یونانی: Ανδρέας Γ. Παπανδρέου؛ ۵ فوریهٔ ۱۹۱۹ – ۲۳ ژوئن ۱۹۹۶) یک سیاست‌مدار اهل یونان بود.